# Massacre de Manda
Le massacre de Manda a lieu entre le 20 et le 22 juin 2025, lors de la guerre du Sahel, au Niger. L'attaque, menée par l'État islamique dans le Grand Sahara (EIGS), cause la mort d'au moins 71 civils à Manda, un village de la commune de Gorouol, au sud-ouest du Niger.

## Déroulement
Selon l'AFP, l'attaque est menée le soir du 20 juin, tandis que RFI donne le soir du 21 juin. Ce jour-là, des hommes armés entrent à Manda, alors que les habitants sont réunis pour écouter un prêche devant la mosquée du village. Plusieurs d'entre eux sont massacrés et des habitations sont incendiées.
L'attaque n'est pas revendiquée, mais l'État islamique dans le Grand Sahara, actif dans la région, est suspecté.

## Bilan humain
Selon une sources sécuritaire nigériane de l'AFP, 71 personnes sont tuées au cours du massacre, dont « quatre fils du chef du village. [...] Très peu ont réussi à s’échapper en feignant leur mort sous des piles de cadavres ». RFI donne le même bilan, d'après des sources locales, plus une vingtaine de blessés